# Garding
Garding település Németországban, Schleswig-Holstein tartományban. Lakosainak száma 2814 fő (2023. december 31.).

## Fekvése
Tönningtől nyugatra fekvő település.

## Története
Garding egyházát 1109-ben alapították hasonló névvel, de a település már valószínűleg előtte is létezett. Nevét 1187-ben említették először Lund érsekének dokumentumában. 1300-ban a helyet Gherdinghe néven említették, majd 1438-ban Gerdingen, 1509-ben pedig Gardingk formában volt említve. 1575-től heti piaca is említve van, amelyet napjainkig minden kedden tartanak.
Garding városi jogot 1590. október 12-én Johann Adolf adományozta a településnek, ugyanúgy Husum 1603-ban és Tönningn 1590-ben kapta meg a városi rangot.

## Nevezetességek
- Evangélikus temploma - a 12. századból való, majd késő gótikus, kéthajós kupolás stílusban átépítették. Orgonája síprendszerének homlokrésze 1512-ből való, egyike a tartományban a legrégebbieknek.
- Theodor Mommsen (1817-1903) - német történész szülőháza az evangélikus templom közelében található.

## Galéria

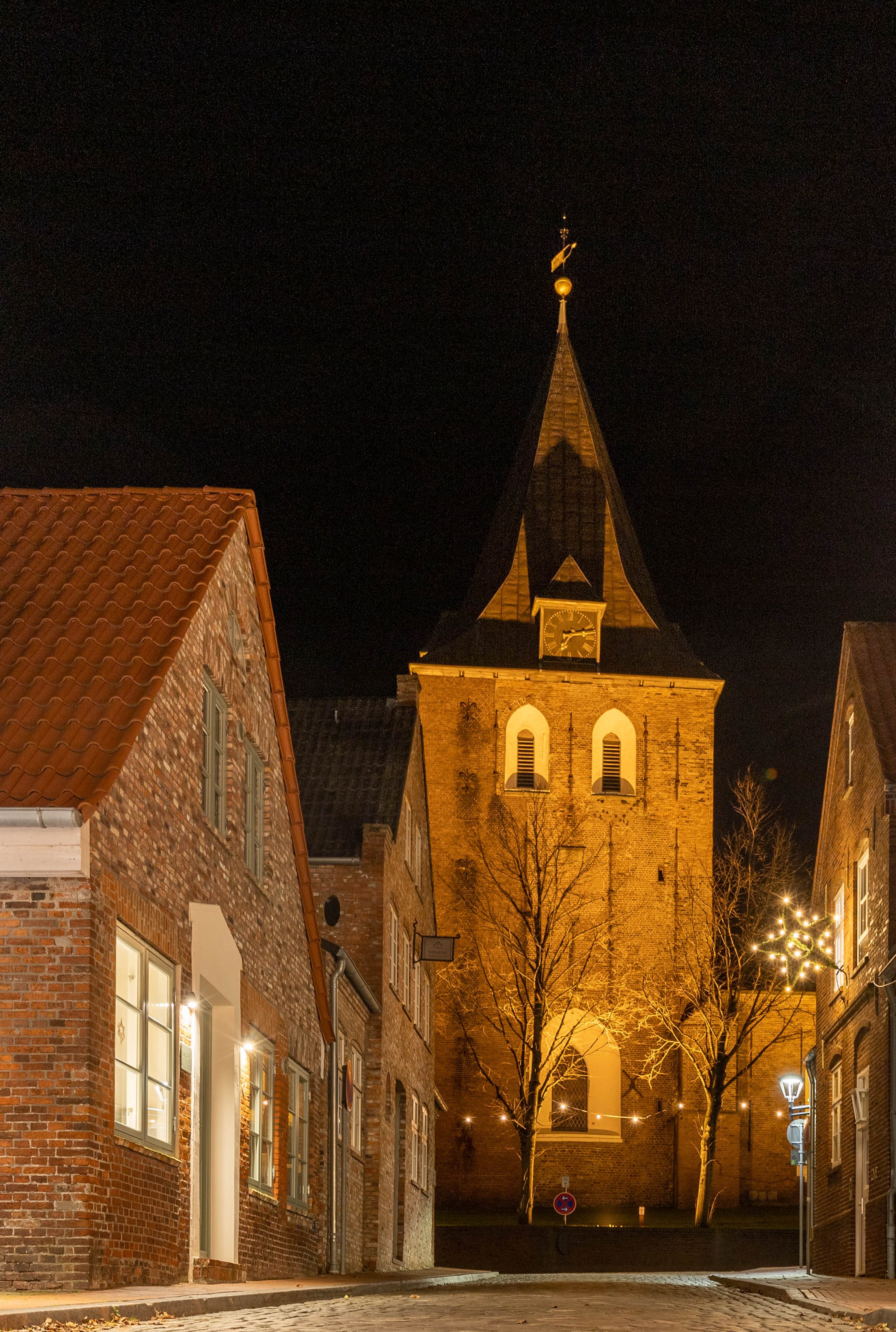
Garding látképe a St. Cristian templommal
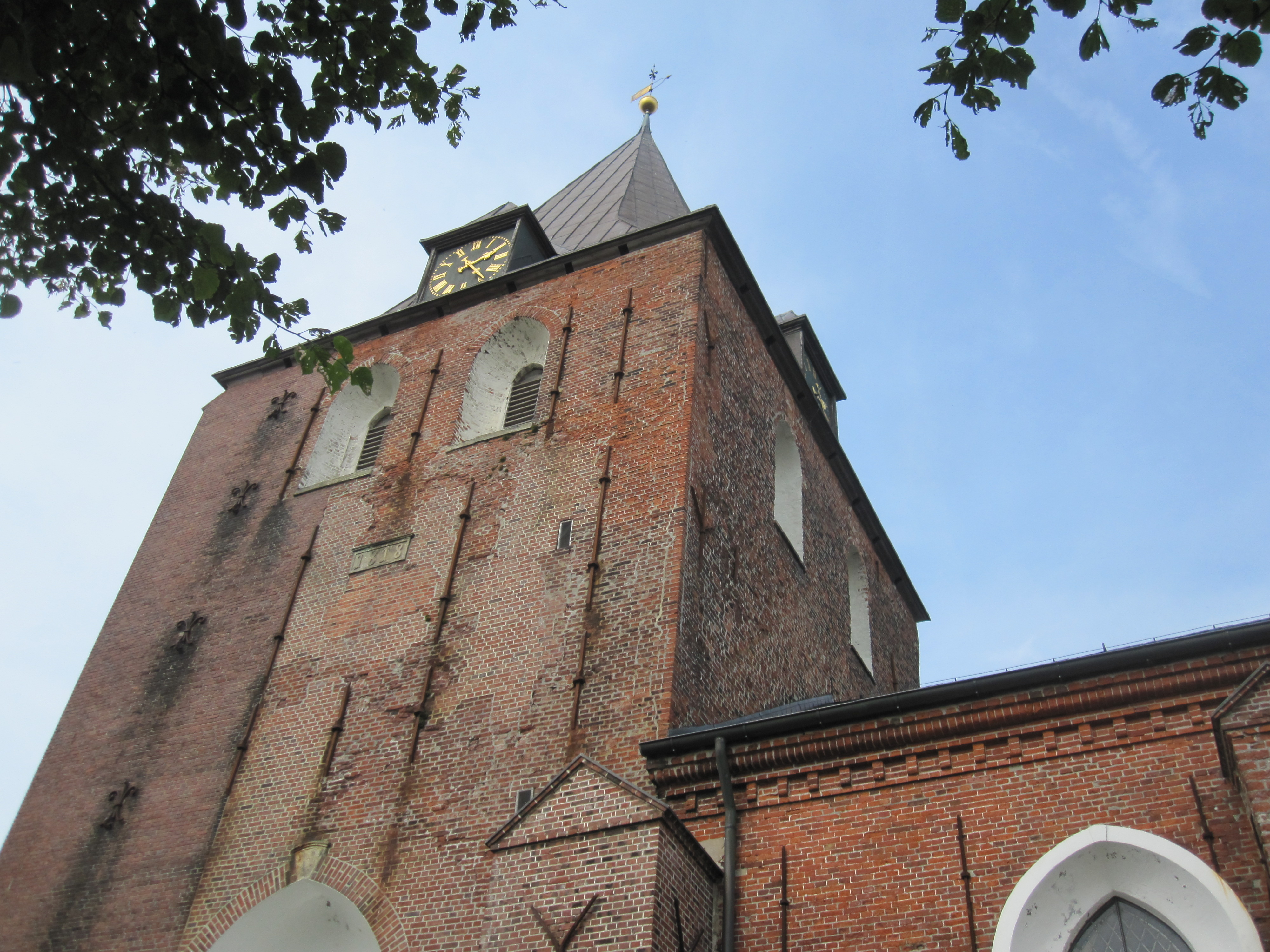
St. Christian templom tornya, Garding
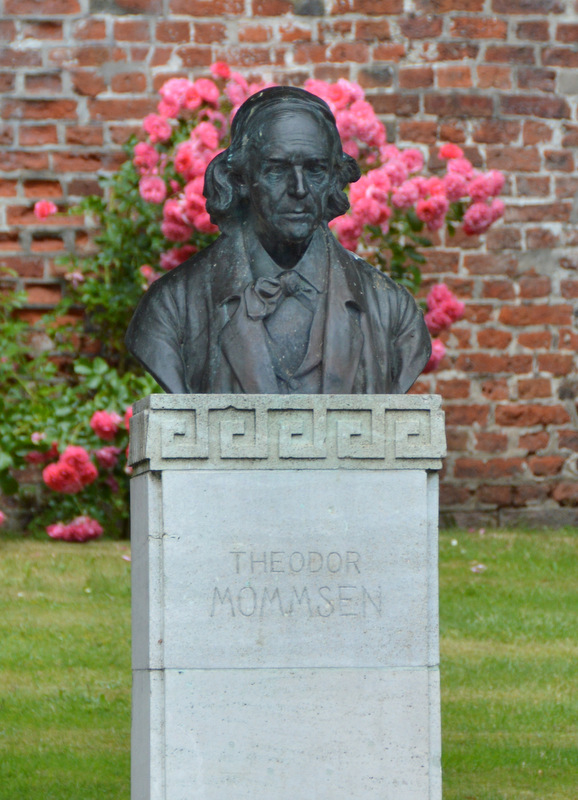
Theodor Mommsen mellszobra a parkban

## Népesség
A település népességének változása:
| Lakosok száma | 2001 | 2719 | 2764 | 2753 | 2823 | 2814 |
|               | 1975 | 2017 | 2019 | 2021 | 2022 | 2023 |